# ماها ساراکام
ماها ساراکام (به لاتین: Maha Sarakham) یک منطقهٔ مسکونی در تایلند است که در استان ماها ساراکام واقع شده‌است. ماها ساراکام ۲۴٫۱۴ کیلومتر مربع مساحت و ۴۰٬۱۵۴ نفر جمعیت دارد.